# Hildisvíni

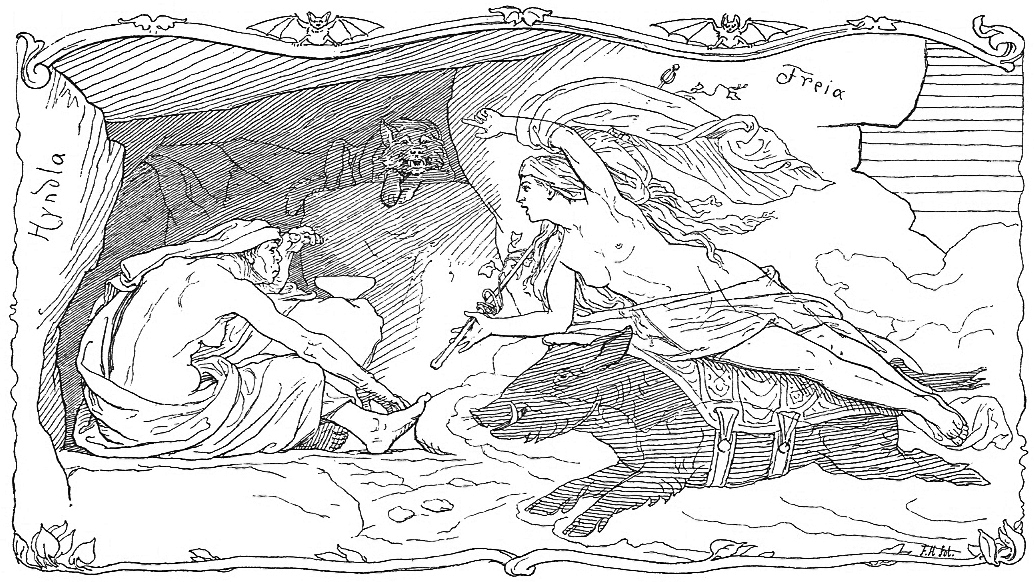
Freyja fa visita a Hyndla in groppa ad Hildisvíni, rappresentazione di Lorenz Frølich del 1895.

Hildisvíni o Hildesvini , nella mitologia norrena, è un grosso cinghiale (letteralmente "cinghiale da battaglia") che la divinità Freyja utilizza di tanto in tanto come cavalcatura, in quanto ella suole utilizzare normalmente un carro trainato da gatti.
Hildisvíni è anche il nome dell'elmo di re Áli, preso dal re rivale Adils in seguito alla battaglia sul ghiaccio del Lago Vänern: su tale elmetto è effigiato un cinghiale che, stando a quanto riportato nella saga di Beowulf, farebbe da guardiano al guerriero che lo indossasse.